# 大劇院駅 (深圳市)
大劇院駅（だいげきいん-えき）は中華人民共和国広東省深圳市羅湖区に位置する深圳地下鉄1号線（羅宝線）及び2号線（蛇口線）の駅。

## 駅構造

### 1号線（羅宝線）
島式ホーム1面2線を有する地下駅。開業当初からホームドアを設置。
| 羅宝線ホーム (B2F) | ←■羅宝線 機場東方面 |
| 羅宝線ホーム (B2F) | 島式ホーム          |
| 羅宝線ホーム (B2F) | ■羅宝線 羅湖方面→   |

### 2号線（蛇口線）
島式ホーム1面2線を有する地下駅。開業当初からホームドアを設置。
| 蛇口線ホーム (B3F) | ←■蛇口線 赤湾方面 |
| 蛇口線ホーム (B3F) | 島式ホーム        |
| 蛇口線ホーム (B3F) | ■蛇口線 新秀方面→ |

## 駅周辺

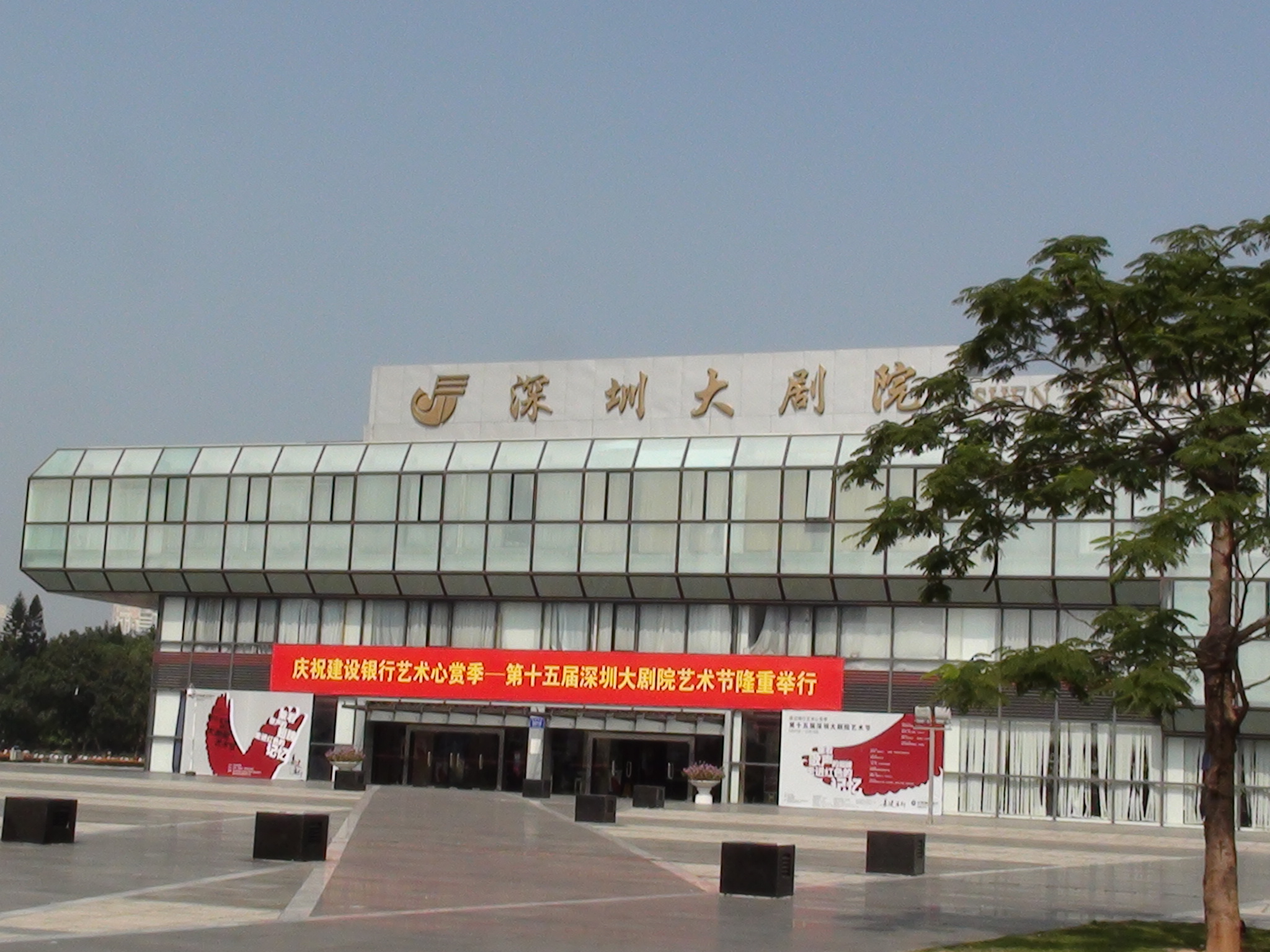
深圳大劇院

| 出口     | 周辺施設                                                                                   |
| -------- | ------------------------------------------------------------------------------------------ |
| 出口 · A | 解放路北側、深圳市公安局、深圳市気象局、深圳市広播電視大学、蔡屋囲大酒店                   |
| 出口 · B | 紅嶺路、深圳大劇院、鄧小平画像、京基百納空間（KK Mall）、京基100、青少年活動中心、茘枝公園 |
| 出口 · C | 深南東路北側、書城路                                                                       |
| 出口 · D | 解放路南側、広東電網深圳供電局、深圳市防雷中心、鴻隆世紀広場、信興広場（地王大廈）         |
| 出口 · E | 深南中路南側、金塘街、深圳證券交易所、蔡屋囲麗晶大廈、晶都酒店、深圳発展銀行               |
| 出口 · F | 深南東路南側、深圳書城、華潤大廈、華潤万象城、深圳陽光医院                                 |

## 歴史
- 2004年12月28日 - 1号線（羅宝線）開業。
- 2011年6月28日 - 2号線（蛇口線）開業。

## 隣の駅
深圳地下鉄
■1号線（羅宝線）
科学館駅 - 大劇院駅 - 老街駅
■2号線（蛇口線）
燕南駅 - 大劇院駅 - 湖貝駅